# Ziegenbuschhänge bei Oberau
Die Ziegenbuschhänge bei Oberau sind ein Naturschutzgebiet (NSG) im Landkreis Meißen in Sachsen. Das 20 ha große Gebiet mit der NSG-Nr. D 29 liegt westlich von Gohlis und nördlich des namensgebenden Oberau, zwei Ortsteilen der Gemeinde Niederau.
Das Naturschutzgebiet wurde durch die Anordnung Nr. 1 über Naturschutzgebiete vom 30. März 1961 (GBl. DDR II, S. 166) festgesetzt. Mit einer Verordnung des Regierungspräsidiums Dresden vom 26. November 1999 (SächsABl. S. 1117) wurde der Gebietsschutz in bundesdeutsche Recht überführt. Diese Verordnung wurde zuletzt geändert am 13. April 2007 (SächsABl. Sonderdr. S. S298).
Das Naturschutzgebiet ist Bestandteil des FFH-Gebietes Nr. 4847-301 „Waldteiche bei Mistschänke und Ziegenbusch“ und des Landschaftsschutzgebietes „Friedewald, Moritzburger Teichgebiet und Lößnitz“.

## Beschreibung
Der Schutzzweck ist insbesondere die Erhaltung, nachhaltige Sicherung und Entwicklung von elsbeerenreichen Waldlabkraut-Hainbuchen-Eichenwald, Laubwaldbereichen, Halbtrockenrasen, Kalkäckern und artenreichen Streuobstwiesen mit hohem Anteil von Höhlen- und Totholzbäumen.